# Antic Hospital d'Almoradí
L'antic hospital és un dels més antics edificis d'Almoradí (Baix Segura, País Valencià). Va ser inaugurat en l'any 1930. Part d'ell està ocupat des de 1968 per la Central Automàtica Comarcal de Telèfons.
També es va rehabilitar part d'ell per albergar la biblioteca pública, l'Aula de Cultura i el Jutjat de Pau. Actualment alberga el Jutjat de Pau, una aula polivalent i la capella dels Girona, que conté unes vidreres emplomades artesanalment i s'utilitza per a diversos actes institucionals i concerts de música de cambra.